# Ініціатива сприяння безпеці України
Ініціатива сприяння безпеці в Україні або USAI — це програма фінансування Міністерства оборони США для підвищення спроможности України ефективніше захищатися від російської агресії шляхом подальшого навчання її Збройних сил, обладнання та консультативних ініціатив.

## Огляд
Навчання, обладнання та консультаційні заходи були включені в пакети USAI для покращення оборонних можливостей України, таких як поінформованість про морську зону, оперативна безпека та спроможність об’єктів ВПС України, а також їх летальність, командування та контроль, а також живучість. Щоб протистояти російським кібератакам і дезінформації, USAI також підтримує кіберзахист і стратегічні комунікації.
USAI у співпраці з Держдепартаментом Сполучених Штатів підтримує широкий спектр заходів із забезпечення безпеки, включаючи, але не обмежуючись, розвідувальну підтримку, навчання персоналу, обладнання та матеріально-технічне забезпечення, постачання та інші послуги.